# Arrondissements de l'Yonne

Les arrondissements et les cantons de l'Yonne

Le département de l'Yonne comprend trois arrondissements.

## Composition
| Nom                      | Code Insee | Superficie (km2) | Population (dernière pop. légale) | Densité (hab./km2) | Modifier             |
| ------------------------ | ---------- | ---------------- | --------------------------------- | ------------------ | -------------------- |
| Arrondissement d'Auxerre | 891        | 3 431,80         | 161 906 (2022)                    | 47                 | modifier les données |
| Arrondissement d'Avallon | 892        | 2 078,80         | 40 669 (2022)                     | 20                 | modifier les données |
| Arrondissement de Sens   | 893        | 1 916,80         | 131 321 (2022)                    | 69                 | modifier les données |
| Yonne                    | 89         | 7 427,00         | 333 896 (2022)                    | 45                 | modifier les données |

## Histoire
- 1790 : création du département de l'Yonne avec sept districts : Auxerre, Avallon, Joigny, Saint-Fargeau, Saint-Florentin, Sens, Tonnerre
- 1800 : création des arrondissements : Auxerre, Avallon, Joigny, Sens, Tonnerre
- 1926 : suppression des arrondissements de Joigny et Tonnerre